# Clot dels Trossos dels Arrendadors
El Clot dels Trossos dels Arrendadors és un clot, una petita vall tancada, del terme municipal de Conca de Dalt, a l'antic terme d'Hortoneda de la Conca, al Pallars Jussà. Pertany a l'àmbit de l'antic poble de Perauba.
Està situat molt a llevant d'Hortoneda, a la dreta de la llau de Perauba, a llevant dels Rocs del Comeller. El clot està emmarcat al sud-est pel Serrat dels Trossos dels Arrendadors i al nord-est pel Serrat de Penalta. Al capdamunt, nord, del clot hi ha l'Era de Penalta.